# Pólis

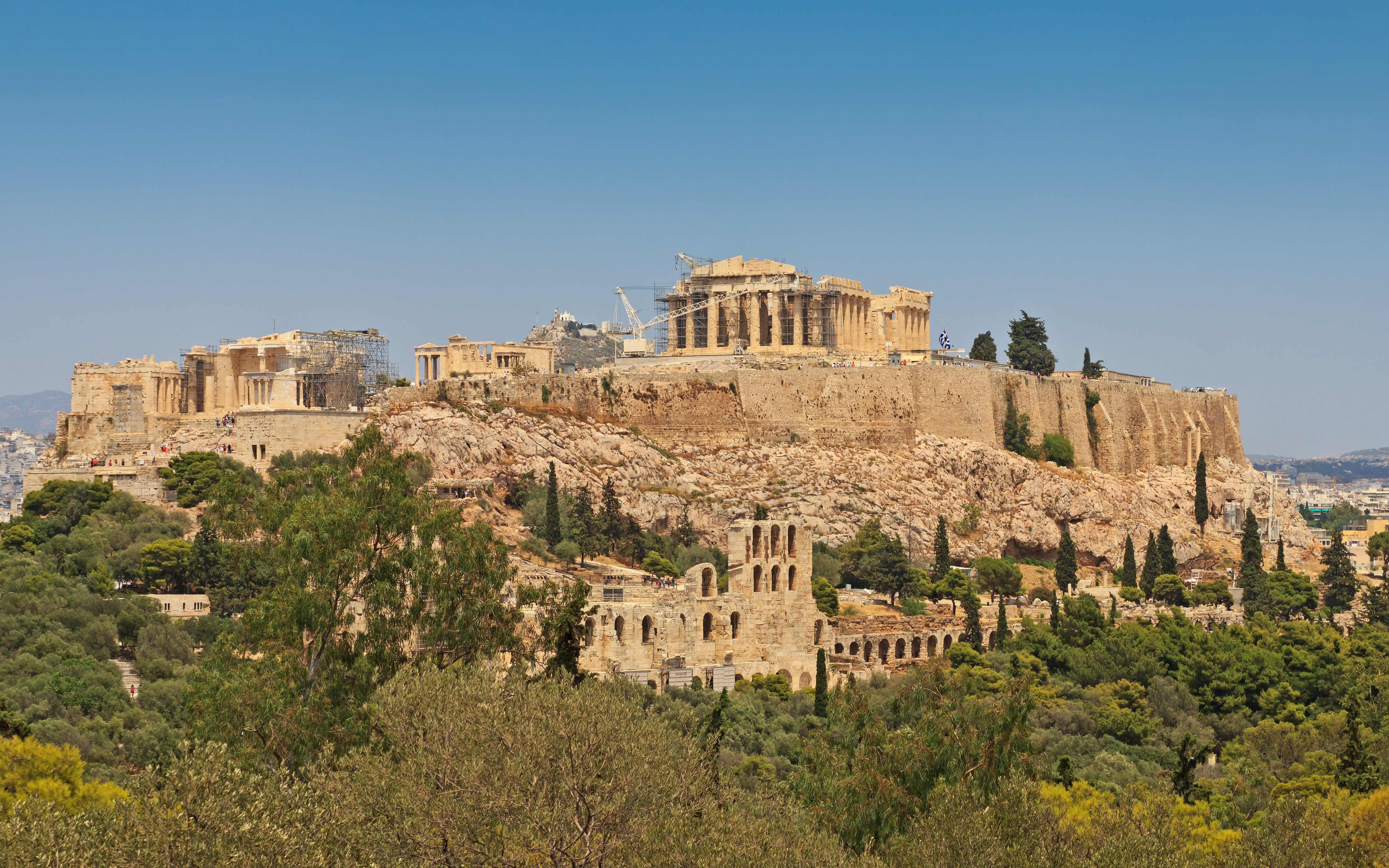
Acrópole de Atenas, uma típica pólis grega.

A pólis (πόλις) — plural: poleis (πόλεις) — era o modelo das antigas cidades gregas, desde o final do período homérico, período arcaico até o período clássico, vindo a perder importância a partir do domínio romano. Devido às suas características, o termo pode ser usado como sinônimo de cidade-Estado. As poleis, definindo um modo de vida urbano que seria a base da civilização ocidental, mostraram-se um elemento fundamental na constituição da cultura grega, a ponto de se dizer que o homem é um "animal político". Essa comunidade organizada, é formada pelos cidadãos (no grego “πολίτικοι”, "polítikoi"), isto é, pelos homens nascidos no solo da Cidade, livres e iguais e também tinham seu próprio governo.

## Formação
É comum considerar que a pólis teria nascido entre os Gregos em resultado de um determinismo geográfico, ou seja, o relevo montanhoso da Grécia, que dificultava as comunicações e isolava as comunidades humanas, teria levado a este tipo de organização política. Porém, esta teoria é rejeitada com base em vários fatos. Em primeiro lugar, em outras regiões igualmente montanhosas não se desenvolveram poleis ou só tardiamente se desenvolveram. Para além disso, a pólis desenvolveu-se em regiões onde as comunicações eram fáceis, como a Ásia Menor e a península do Peloponeso. Pólis era a principal marca do mundo helênico.
Somadas aos fatos geográficos, teriam sido as circunstâncias históricas, principalmente, que determinaram o nascimento da pólis. Com o fim da civilização micénica verificam-se movimentações de populações que procuram os melhores locais para habitar. Perante a perspectiva de ataques exteriores, os habitantes de pequenas comunidades agrupam-se, através do processo denominado por sinecismo. Assim, as pequenas localidades identificam-se com um centro; na Ática esse centro foi a cidade de Atenas
A pólis grega era formada, basicamente, por uma Acrópole, uma Ágora, uma Khora e uma Ástey. A acrópole corresponde à parte mais elevada, alta da pólis, onde existiam templos dedicados aos deuses. Ficava acima da Ágora, que era a parte mais pública da comunidade. Lá existia o mercado e as assembleias do povo. A Ágora era a praça principal na constituição da pólis, a cidade grega da Antiguidade clássica. Normalmente era um espaço livre de edificações, configurada pela presença de mercados e feiras livres nos seus limites, assim como por edifícios de carácter público. A khora corresponde à parte agrícola, onde moravam os camponeses e onde eram cultivados alimentos que supriam a ástey, que era a "cidade" da pólis, a parte urbana (termos anacrônicos, que representam aproximadamente o que era a ástey).
As cidades gregas (pólis ou cidades-estados) compunham-se de duas partes, uma rural (khora) e outra urbana, separadas por uma muralha destinada à proteção contra ataques de outras cidades.

## Esfera política ateniense
A vida na pólis dividia-se em duas esferas: a privada, que dizia respeito a seu patrimônio, ao casamento, à sua família e expressa pela sua casa e a esfera pública, expressa pelo espaço público urbano (ou político, pois era o espaço da pólis) e suas instituições. Estas, dado que deliberavam e executavam diretrizes e regras para a cidade, constituíam-se efetivamente como instituições políticas. De uma forma geral, ambas as esferas eram soberanas em si mesmas: assuntos privados não diziam respeito às discussões públicas, e vice-versa.
Uma curiosidade interessante sobre a visão que os homens tinham sobre sua "cidadania": uma pessoa nascida em Atenas nunca diria "sou nascido em Atenas", ao invés disso ela diria "sou ateniense". Isso mostra que a relação pessoal com a pólis não era apenas com o território, mas era mais fortemente com a comunidade.

## Instituições políticas gerais
Apesar das peculiaridades de cada pólis, é possível identificar três instituições políticas comuns: a assembleia popular, o conselho aristocrático e os magistrados.
Estes órgãos poderiam assumir nomes diferentes conforme a pólis. Assim, em Atenas, a Assembleia popular recebia o nome de Eclésia, enquanto que em Esparta chamava-se Ápela; o Conselho em Atenas era denominado Areópago (nomeado de acordo com o local em que se reunia - a "colina de Ares") e em Esparta, de Gerúsia. Quanto aos magistrados, eram designados respectivamente nestas duas póleis como Arcontes e Éforos, mas para isso temos que nos conscientizar de todos os feitos políticos da região.